# Clifton Collins Jr.
Clifton Craig Collins, Jr. (Los Ángeles, California; 16 de junio de 1970) es un actor estadounidense.

## Biografía
Collins Jr. nació en Los Ángeles, California. De ascendencia mexicana, es nieto del actor Pedro González González. Nacido con el apellido "Collins", en ocasiones ha aparecido en los créditos de sus películas como Clifton González-González en honor a su abuelo.
Fue coproductor de la película National Lampoon's TV: The Movie en la cual también hace el papel del oficial Sánchez. 
También prestó su voz a César Vialpando, uno de los personajes del videojuego Grand Theft Auto: San Andreas.

## Filmografía

### Cine y televisión
- Fortaleza infernal (1993) como Niño
- Menace II Society (1993)
- Poetic Justice (1993)
- The Stoned Age (1994)
- Dead Presidents (1995)
- One Eight Seven (1997)
- The Replacement Killers (1998)
- The Wonderful Ice Cream Suit (1998)
- Light It Up (1999)
- Tigerland (2000)
- Price of Glory (2000)
- Traffic (2000)
- Road Dogz (2000)
- La última fortaleza (2001) como Ramón Aguilar
- The Rules of Attraction (2002)
- American Girl (2002)
- Testigo ocular (2003)
- Mindhunters (2004)
- Grand Theft Auto: San Andreas (2004) (voz) como César Vialpando
- Capote (2005) como Perry Smith
- La ley de la calle (Dirty) (2005) como Oficial Armando Sancho
- Babel (2006)
- Little Chenier (2006)
- Still Waters (2008)
- Sunshine Cleaning (2008)
- The Horsemen (2009)
- Brothers (2009)
- Star Trek XI (2009) como Ayel
- Crank 2: High Voltage (2009)
- Extract (2009) como Step
- The Boondock Saints II: All Saint's Day (2009) como Romeo
- The Perfect Game (2010)
- The Event (2010)
- The Experiment (2010) como Nix
- Parker (2013) como Ross
- Pacific Rim (2013) como Ops Tendo Choi
- Transcendence (2014) como Martin
- Hacker (2015) como Zed
- Triple Nine (2016) Franco Rodríguez
- Westworld (2016) como Lawrence / El Lazo
- La bóveda (2017) como Detective Iger
- The Mule (2018) como Gustavo
- Honey Boy (2019)[4]
- Érase una vez en Hollywood (2019) como Ernesto "The Mexican" Vaquero[5]
- Waves (2019)
- Rojo, blanco y sangre azul (2023) como Senador Oscar Diaz, padre de Alex
- The Bricklayer (2024)[6]